# Вицислово
Вицислово (пол. Wycisłowo, нім. Drückenfeld) — село в Польщі, у гміні Борек-Велькопольський Гостинського повіту Великопольського воєводства.
Населення — 278 осіб (2011).
У 1975-1998 роках село належало до Лешненського воєводства.

## Демографія
Демографічна структура станом на 31 березня 2011 року:
|          | Загалом | Допрацездатний вік | Працездатний вік | Постпрацездатний вік |
| -------- | ------- | ------------------ | ---------------- | -------------------- |
| Чоловіки | 143     | 25                 | 102              | 16                   |
| Жінки    | 135     | 25                 | 82               | 28                   |
| Разом    | 278     | 50                 | 184              | 44                   |